# Парасхес-Кантакузин, Никифор
Ники́фор Парасхе́с-Кантаку́зин (1537, Константинополь — 1599, Мальборк) — православный церковный деятель, священномученик.

## Биография
Никифор выходец из благородной семьи греческого происхождения. Выпускник Падуанского университета, деятельный сторонник Острожской школы и распространения православия в Европе. Представитель венецианской греческой церкви св. Георгия, экзарх Вселенского патриарха в Молдавии и Речи Посполитой, местоблюститель Константинопольского патриарха. Участник Брестского собора и противник заключения «брестской унии».
В начале 1580-х годов Никифор оказался в Константинополе и вскоре занял видное положение в Константинопольской патриархии. Нигде в известных документах не говорится о том, был ли Никифор монахом. Однако путь его жизни позволяет утверждать, что своей семьи у него не было. С самого начала деятельности в Константинополе Никифор проявил себя как поборник православия. Так, например, поездка в Молдавию в город Яссы за сбором средств в патриаршую казну привела его к борьбе за сохранение старого календаря. В этот же период он познакомился с Константином Острожским, пригласившим его в Острог.
Будучи местоблюстителем Константинопольского патриарха получил прозвище «мудрейший», которое было присвоено Никифору за дарования и размах церковно-политической деятельности. Он пользовался любовью и полным доверием патриарха Константинопольского Иеремии.
В борьбу с унией экзарх Никифор первоначально выступил в Молдавии, организовав осуждение унии на Соборе в Яссах летом 1595 года. По инициативе Никифора был отстранен епископ Георгий Могила, проводивший униатскую политику. Одновременно решения Ясского собора, в которых уния резко осуждалась, стали подспорьем для борьбы православных подданных Речи Посполитой, сопротивлявшихся введению унии и изъятию земель у православной шляхты.
Прибытие Никифора в Брест на собор, куда он явился под покровительством князя Константина Острожского, имело решающее значение для дальнейшего развития событий. Архидиакон Никифор сумел добиться осуждения униатов со стороны православной делегации. Вскоре Никифор был ложно обвинен в шпионаже в пользу Турции и отправлен в Мариенбург, где содержался под надзором. Через два года после процесса Никифор умер в заключении от голода.